# Stuck Mojo
A Stuck Mojo amerikai nu/rap metal együttes. 1989-ben alakult Atlantában. Rich Ward gitáros alapította. A rap metal műfaj egyik úttörőjének számít. A Stuck Mojo első stúdióalbumát 1995-ben adta ki, a Century Media Records gondozásában. Ezt követően turnézott a Slapshottal és a Machine Head-del, majd ezután Európába is eljutott, első alkalommal. 2000-ben feloszlott, majd 2005-ben újjáalakult. 2006-ban a zenekar eredeti énekesét, "Bonz"ot a rapper Lord Nelson váltotta le. Nelsont pedig Robby J. váltotta énekesi poszton 2016-ban.

## Tagok
- Rich Ward - gitár, ének (1989-)
- Frank Fontsere - dob (1996-2004, 2009-)
- Len Sonnier - basszusgitár (2016-)
- Robby J. - ének (2016-)

## Diszkográfia
- Snappin' Necks - album, 1995
- Pigwalk - album, 1996
- Violated - EP, 1996
- Rising - album, 1998
- Declaration of a Headhunter - album, 2000
- Violate This - válogatáslemez, 2001
- Southern Born Killers - album, 2007
- The Great Revival - album, 2008
- Here Come the Infidels - album, 2016